# Józef Morawa
Józef Morawa (ur. 11 listopada 1950 w Lipnicy Małej) – prezbiter katolicki, doktor teologii.
Święcenia kapłańskie otrzymał w 1974 z rąk kardynała Karola Wojtyły w Katedrze na Wawelu. W latach 1979–1989 prefekt, a od września 2004 do września 2007 rektor Wyższego Seminarium Duchownego Archidiecezji Krakowskiej. Od 2008 sekretarz kolegiaty św. Anny w Krakowie, a także ojciec duchowny kapłanów Archidiecezji Krakowskiej, pracownik UPJPII, od 2014 do 2019 rektor Ogólnopolskiego Seminarium dla Starszych Kandydatów do Święceń. Adiunkt Katedry Eklezjologii i sekretarz Ośrodka Studiów Europejskich Papieskiej Akademii Teologicznej w Krakowie. Sekretarz redakcji Studia do Dziejów Wydziału Teologicznego Uniwersytetu Jagiellońskiego.